# Alain Cavalier
Alain Cavalier, pseudonimo di Alain Fraissé (Vendôme, 14 settembre 1931), è un regista, sceneggiatore e direttore della fotografia francese.

## Biografia

### Infanzia
Suo padre, socialista prima della Seconda Guerra Mondiale, diventa antisemita e anticomunista dopo la sconfitta del 1940, mentre il giovane Alain considera i resistenti come i suoi eroi.
Trascorre sette anni in internato, un'esperienza che lo ha influenzato in modo duraturo, poiché, come ha raccontato, «si vive una vita collettiva. È impossibile nascondere un taccuino. Siamo immersi nella competizione, nel divertimento, nell'amicizia, e nell'incredibile impossibilità della solitudine».

### Carriera
Dopo aver studiato storia, Alain Cavalier entra all'IDHEC, poi diventa assistente di Louis Malle (Ascensore per il patibolo, Gli amanti).
Inizia la sua carriera nel campo della regia con il cortometraggio Un Américain (1958). Successivamente, si fa conoscere con due lungometraggi politici, sottili e rigorosi, che attirano su di lui le ire della censura: Le Combat dans l'île (1961) e Il ribelle di Algeri (1964), entrambi trattanti in maniera più o meno diretta la guerra d'Algeria. Nonostante la presenza di attori noti nei suoi film (Romy Schneider, Jean-Louis Trintignant, e anche Alain Delon), questi si rivelano insuccessi commerciali. Alain Cavalier tenta allora un approccio più tradizionale al cinema, ottenendo i suoi primi successi con il poliziesco Mise à sac (1967) e, soprattutto, con il dramma borghese La Chamade (adattato dal libro omonimo di Françoise Sagan). Ma è proprio nel momento in cui raggiunge il massimo della visibilità che decide di allontanarsi, poiché sua moglie Irène Tunc muore in un incidente automobilistico nel gennaio 1972.
Otto anni dopo, torna al cinema con Le Plein de super (1976), un road movie co-scritto con gli attori a partire dalle loro esperienze personali, seguito da Martin et Léa (1978), in cui la coppia rappresentata sullo schermo è una vera coppia nella vita. Documentarizzando in questo modo gli attori (professionisti o meno, comunque poco noti), Alain Cavalier affina progressivamente il suo nuovo modo di fare film. Riducendo le sue squadre tecniche e rinunciando gradualmente a ogni azione drammatica tradizionale, aspira sempre di più a filmare il più intimamente possibile gli esseri umani, una scelta che lo condurrà inevitabilmente verso il documentario.
Una tappa capitale nel suo metodo di lavoro è rappresentato dal suo film del 1986 Thérèse. Semplice e radicale, il film è un puro momento di grazia. Tutto attraversato da una atmosfera di delicatezza e di vitalità, il regista si interroga sulla santità attraverso alcuni quadri scenici rappresentanti momenti della vita della giovane monaca carmelitana Teresa di Lisieux. Il film è un successo al Festival di Cannes, dove riceve il Premio della giuria, a cui seguono sei Premi César, compresi quelli per miglior film e miglior regista.
Il regista spinge l'essenzialità ancora oltre con Libera me (1993), un film senza dialoghi che ritorna con forza sui temi dei suoi primi lavori (oppressione e tortura). In Le Monde, Jean-Michel Frodon scrive che si tratta «non di un film sulla resistenza, ma di un film di resistenza. Di un'urgenza salutare.»
Parallelamente, intraprende una serie di ventiquattro ritratti di donne che a Parigi esercitano mestieri in via di scomparsa (trapuntatrice, calzolaiola, coltelliere, maga…), una successione di cortometraggi che presenta nel suo film Cavalier Express, uscito nelle sale nel novembre 2014.
A partire dal 1995, con la realizzazione di La Rencontre, Alain Cavalier inizia a utilizzare piccole videocamere, lavorando in completa autonomia.
Il passo successivo arriva con Vies (2000), che segna un'evoluzione importante: fedele all'essenza artigianale della sua arte, Cavalier passa a girare in solitaria grazie all'impiego di una videocamera DV, la cui leggerezza gli consente di catturare l'esperienza in maniera intimamente ravvicinata. In questo contesto, egli afferma di non vedersi più come un tradizionale regista, ma piuttosto come un "filmatore".
Nel 2002, sperimenta la fusione di finzione e realtà in René, un film in cui uno dei suoi amici, un attore di 155 chili, si impegna in un percorso di perdita di peso.
Nel 2004 esce Le Filmeur, un diario intimo filmato in video per oltre dieci anni e un caleidoscopio meditativo sulla fuggevolezza del tempo. In questo film, Cavalier appare come commentatore-attore di una storia che vive e ricostruisce al contempo. Il film conferma che il suo cinema è divenuto l'accomplimento del suo percorso interiore.
Nel 2009, attraverso il suo film Irène, tenta di far rivivere la sua ex compagna Irène Tunc, scomparsa nel 1972.
Nel 2011, insieme a Vincent Lindon, presenta il suo film Pater in concorrenza al Festival di Cannes, dove vengono accolti da una calorosa ovazione.

### Vita privata
È stato sposato con Irène Tunc, attrice e modella, eletta Miss Francia 1954, dal 1965 fino alla sua morte, avvenuta nel 1972.
È il padre dell'attrice e regista Camille de Casabianca, che ha avuto con Denise de Casabianca.
Da oltre vent'anni, condivide la vita con Françoise Widhoff, produttrice e talvolta montatrice dei suoi film, nonché di altri lavori per la casa di produzione Les Films de l'Apostrophe.

## Filmografia parziale
- Gli amanti dell'isola (Le combat dans l'île) (1962)
- Il ribelle di Algeri (L'insoumis) (1964)
- Una notte per cinque rapine (Mise à sac) (1968)
- La Chamade (1969)
- Thérèse (1986)
- Libera me (1993)
- Irene (Irène) (2009)
- Pater (2011)
- Le Caravage (2015)
- Six portraits XL (2017)
- Être vivant et le savoir (2019)
- L'Amitié - documentario (2022)